# The 411
The 411 war eine vierköpfige R&B-Girlgroup aus Großbritannien.

## Geschichte
Die Gruppe entstand Ende 2002 aus Sängerinnen, die den britischen R&B-Sänger Lemar bei der Aufnahme seiner Version von Al Greens Let’s Stay Together unterstützt hatten. Der Name der Band berief sich auf das von Mary J. Blige veröffentlichte Album What's the 411?.
Im Juli 2004 erschien mit On My Knees die erste Single der Band, auf der sie von dem US-amerikanischen Rapper Ghostface Killah (Wu-Tang Clan) unterstützt wurden. Die Single erreichte auf Anhieb Platz 4 der britischen Singlecharts, konnte international jedoch wenig Fuß fassen. Der Erfolg der Debütsingle wurde drei Monate später schließlich mit dem Titel Dumb übertroffen: Die Single kletterte bis auf Platz 3 der UK Singlecharts, verfehlte in Deutschland knapp die Top 20.
Im November 2004 erschien mit Between the Sheets das Debütalbum der Band, für welches unter anderem Ashanti und Diane Warren Songs beisteuerten. Trotz zweier kommerziell erfolgreicher Hitsingles und der nachfolgenden Auskopplung Teardrops, floppte das Album in den internationalen Charts. Sony BMG trennte sich infolgedessen von der Gruppe, die sich daraufhin auflöste.
2007 haben sie sich neu formiert, zuerst unter dem Namen Sunshyne. Ab März 2008 dann wieder unter ihrem alten Namen The 411. Die Gruppe bestand mit Ausnahme des Mitglieds Suzie Furlonger, die durch Nuala Farelly ersetzt wurde, wieder in ihrer alten Besetzung. Obwohl schon neue Songs geschrieben und produziert wurden, bekamen die Mädchen keinen neuen Plattenvertrag, so dass sich die Band wieder auflöste.

## Diskografie

### Studioalben
| Jahr | Titel              | Höchstplatzierung, Gesamtwochen, AuszeichnungChartplatzierungen (Jahr, Titel, Platzierungen, Wochen, Auszeichnungen, Anmerkungen) | Höchstplatzierung, Gesamtwochen, AuszeichnungChartplatzierungen (Jahr, Titel, Platzierungen, Wochen, Auszeichnungen, Anmerkungen) | Anmerkungen                             |
| Jahr | Titel              | DE | UK | Anmerkungen                             |
| ---- | ------------------ | --- | --- | --------------------------------------- |
| 2004 | Between the Sheets | DE74 (1 Wo.)DE | UK46 Silber · (3 Wo.)UK | Erstveröffentlichung: 22. November 2004 |

### Singles
| Jahr | Titel Album                    | Höchstplatzierung, Gesamtwochen, AuszeichnungChartplatzierungen (Jahr, Titel, Album, Platzierungen, Wochen, Auszeichnungen, Anmerkungen) | Höchstplatzierung, Gesamtwochen, AuszeichnungChartplatzierungen (Jahr, Titel, Album, Platzierungen, Wochen, Auszeichnungen, Anmerkungen) | Höchstplatzierung, Gesamtwochen, AuszeichnungChartplatzierungen (Jahr, Titel, Album, Platzierungen, Wochen, Auszeichnungen, Anmerkungen) | Höchstplatzierung, Gesamtwochen, AuszeichnungChartplatzierungen (Jahr, Titel, Album, Platzierungen, Wochen, Auszeichnungen, Anmerkungen) | Anmerkungen                                              |
| Jahr | Titel Album                    | DE | AT | CH | UK | Anmerkungen                                              |
| ---- | ------------------------------ | --- | --- | --- | --- | -------------------------------------------------------- |
| 2004 | On My Knees Between the Sheets | DE43 (9 Wo.)DE | AT38 (9 Wo.)AT | CH26 (14 Wo.)CH | UK4 (14 Wo.)UK | Erstveröffentlichung: 5. Mai 2004 feat. Ghostface Killah |
| 2004 | Dumb Between the Sheets        | DE22 (10 Wo.)DE | AT33 (10 Wo.)AT | CH36 (10 Wo.)CH | UK3 (10 Wo.)UK | Erstveröffentlichung: 23. August 2004                    |
| 2004 | Teardrops Between the Sheets   | DE71 (4 Wo.)DE | — | CH74 (4 Wo.)CH | UK23 (5 Wo.)UK | Erstveröffentlichung: November 2004                      |